# IC 3298
IC 3298 ist eine Spiralgalaxie vom Hubble-Typ Sdm? im Sternbild Haar der Berenike am Nordsternhimmel, die schätzungsweise eine 108 Millionen Lichtjahre von der Milchstraße entfernt ist.
Das Objekt wurde am 7. Mai 1904 von dem Astronomen Royal Harwood Frost entdeckt.